# Michel Goudchaux
Michel Goudchaux (Nancy, 18 maart 1797 - Parijs, 27 december 1862) was een Frans bankier en politicus.

## Biografie
Michel Goudchaux, die jood was, werd in navolging van zijn vader bankier. Ten tijde van de Julimonarchie werd hij financieel expert voor de oppositiekrant Le National. Na de Februarirevolutie in 1848 werd hij minister van Financiën in de Voorlopige Regering van 24 februari tot 5 maart 1848. Hij nam reeds na enkele weken ontslag uit onvrede met het gevoerde budgettaire beleid.
In april 1848 werd Goudchaux verkozen tot volksvertegenwoordiger voor het departement Seine in de Nationale Constituerende Vergadering en stelde hij zich op als een gematigd republikein. Op 28 juni 1848 werd hij voor een tweede maal minister van Financiën in de regering-Cavaignac. Hij stelde een progressieve erfbelasting voor, alsook een belasting op het kapitaal van hypothecaire leningen. Deze voorstellen stuitten evenwel op weerstand in het parlement, niet in het minst bij Adolphe Thiers, de voorzitter van het commissie Financiën. Hij toonde zich geen voorstander van het voornemen van de voormalige Voorlopige Regering om de spoorwegen te nationaliseren. Ook voerde Goudchaux een posthervorming door, waarbij er een uniform tarief werd vastgelegd voor briefpost in gans Frankrijk en de eerste Franse postzegels werden ingevoerd. Hij bleef minister tot 25 oktober 1848.
Bij de parlementsverkiezingen van 1857 werd hij verkozen tot volksvertegenwoordiger in het Wetgevend Lichaam. Hij weigerde echter om een eed van trouw aan keizer Napoleon III af te leggen en kon daarom niet zetelen. Ook Hippolyte Carnot en Louis Eugène Cavaignac weigerden dit en zetelden evenmin.